# Little Santa Cruz Island
Little Santa Cruz Island ist eine unbewohnte Insel der Philippinen im Osten der Sulusee in der philippinischen Provinz Zamboanga del Sur.

## Geographie
Die kleine von einer dichten Vegetation bewachsene Insel liegt etwa vier Kilometer südwestlich des Hafens von Zamboanga City. 1,5 km südöstlich liegt Great Santa Cruz Island.

## Naturschutzgebiet
Die Landfläche dieser beiden Inseln bildet zusammen mit dem sie umgebenden Meeresgebiet das Schutzgebiet Great and Little Sta. Cruz Islands Protected Landscape/Seascape, welches 2000 eingerichtet wurde.

## Sonstiges
Little Santa Cruz Island gehört zum Verwaltungsgebiet von Zamboanga City. In der Inselmitte steht ein unbemannter Leuchtturm.